# 遊俠張三丰
《遊俠張三豐》，1981年麗的電視武俠劇，1981年5月11日首播，為1980年武俠劇《太極張三豐》續集。

## 簡介
張君寶改名张三丰數年之後，成為一位漂泊四海的俠客。期間，三豐結識了富家女沈雙雙及百花谷谷主花萬紫。此時元朝已亡，朱元璋建立明朝，但他懼怕有人謀奪帝位，對昔日好友張三豐、常遇春等並不十分信任。當朝太子懿文與三豐一見如故，拜三豐為師。後來，在三豐有意撮合下，太子和雙雙成為一對戀人。
三豐的宿敵霍都復仇之心不死，搖身一變成為幽靈山莊莊主，並勾結野心勃勃的燕王。三豐既要面對霍都的加害，又要防範朱元璋的猜忌，同時也要應付亦敵亦友的劍客司空絕的挑戰。
在霍都和燕王等勢力的迫害下，三豐眼睜睜看著花萬紫、司空絕、常遇春等人含恨而逝。甚至連太子也未能倖免。三豐獨自力挽狂瀾，重挫眾多敵對勢力。霍都終雙目失明，瘋瘋癲癲地度過餘生。倖存的雙雙為太子生下一對子女。太子的死使朱元璋痛心及警覺，將對皇位虎視眈眈的兒子都調出了京城。三豐悄然離開是非之地，繼續漂泊的日子。

## 演員表
- 萬梓良 飾 张三丰(張君寶)
- 陳秀雯 飾 沈雙雙
- 張國榮 飾 懿文太子 (任中軍)
- 羅樂林 飾 朱元璋
- 秦沛 飾 常遇春
- 楊澤霖 飾 霍都王子
- 林國雄 飾 燕王
- 莫少聰 飾 晉王
- 李影 飾 花萬紫 (百花)
- 曾江 飾 司空絕 (劍痴)
- 麥天恩 飾 郭東陽 (風雷劍[電])
- 伍永森 飾 五毒童子
- 吳桐 飾 沈萬三
- 葉天行 飾 蝙蝠王
- 曹達華 飾 布袋和尚（彭和尚）
- 張鴻昌 飾 司晨四客
- 黎萬成 飾 黑蛇
- 范秀明 飾 白蛇
- 田啟文 飾 阿主
- 霍　爾 飾 大夫
- 韓　江 飾 李公公
- 鄧德光 飾 太監
- 區嶽 飾 大內侍衛 (總管)
- 馬宗德 飾 耶差

## 與史實之差異
- 「懿文太子」為朱標死後諡號，生前未有使用。
- 史載朱標娶常遇春女為妃，沒有娶沈萬三女兒。
- 常遇春死時「懿文太子」14歲、「晉王」11歲、「燕王」更只有9歲，因此常遇春沒可能和三位王子有這麼多的交集。
- 劇中常遇春背部生疽，被朱元璋賜蒸鵝。此民間傳言的主角實為徐達。史載常遇春在北征和林後返回中土，途中行至柳河川（今河北省龍關縣西），以「卸甲風」病暴卒，年僅四十，因此並非食了蒸鵝而死。